# 문턱 전압 이하 전도
문턱 전압 이하 전도(Subthreshold conduction)는 트랜지스터가 문턱 이하 영역 또는 약한 반전 영역, 즉 문턱 전압 아래의 게이트-소스 전압에 있을 때 MOSFET의 소스와 드레인 사이의 전류이다.
트랜지스터의 문턱 이하 전도량은 문턱 전압에 의해 설정된다. 문턱 전압은 장치를 켜짐 상태와 꺼짐 상태 사이에서 전환하는 데 필요한 최소 게이트 전압이다. 그러나 MOS 장치의 드레인 전류는 게이트 전압에 따라 기하급수적으로 변하기 때문에 임계 전압에 도달해도 전도가 즉시 0이 되지는 않는다. 오히려 문턱 이하의 게이트 전압과 관련하여 기하급수적인 동작을 계속해서 보여준다. 인가된 게이트 전압에 대해 플롯할 때 이 문턱 이하 드레인 전류는 문턱 이하 기울기로 정의되는 로그 선형 기울기를 나타낸다. 문턱 이하의 기울기는 트랜지스터의 스위칭 효율에 대한 성능 지수로 사용된다.
디지털 회로에서 문턱 이하 전도는 일반적으로 이상적으로 전도가 없는 상태의 기생 누전(parasitic leakage)으로 간주된다. 반면, 마이크로전력 아날로그 회로에서는 약한 반전이 효율적인 작동 영역이고 하위 문턱은 회로 기능이 설계되는 유용한 트랜지스터 모드이다.
역사적으로 CMOS 회로에서 문턱 전압은 접지 전압과 공급 전압 사이의 게이트 전압의 전체 범위에 비해 중요하지 않았으며, 이는 오프 상태에서 문턱보다 훨씬 낮은 게이트 전압을 허용했다. 게이트 전압이 트랜지스터 크기에 따라 축소됨에 따라 게이트 전압이 임계 전압 아래로 스윙할 수 있는 여지가 크게 줄어들었고 문턱 이하 전도는 트랜지스터의 오프 상태 누출의 중요한 부분이 되었다. 문턱 전압이 0.2V인 기술 세대의 경우 문턱 미만 전도는 다른 누설 모드와 함께 전체 전력 소비의 50%를 차지할 수 있다.

## 같이 보기
- 집적 회로
- 무어의 법칙